# 阿部正直 (忍藩嫡子)
阿部 正直（あべ まさなお）は、江戸時代中期の武蔵国忍藩の世嗣。官位は従五位下・隠岐守。

## 略歴
忍藩主・阿部正喬の三男として誕生した。母は井伊直興の娘。正室は浅野吉長の娘、継室は徳大寺公全の娘。
享保10年（1725年）、兄・正秋の廃嫡により忠秋系阿部家の嫡子となったが、家督相続前の享保18年（1733年）に死去した。
代わって、分家の旗本家から従弟の正允が養子に迎えられた。